# 3116 Ґудрік
3116 Ґудрік (3116 Goodricke) — астероїд головного поясу, відкритий 11 лютого 1983 року.
Тіссеранів параметр щодо Юпітера — 3,612.